# Порог Судных Врат

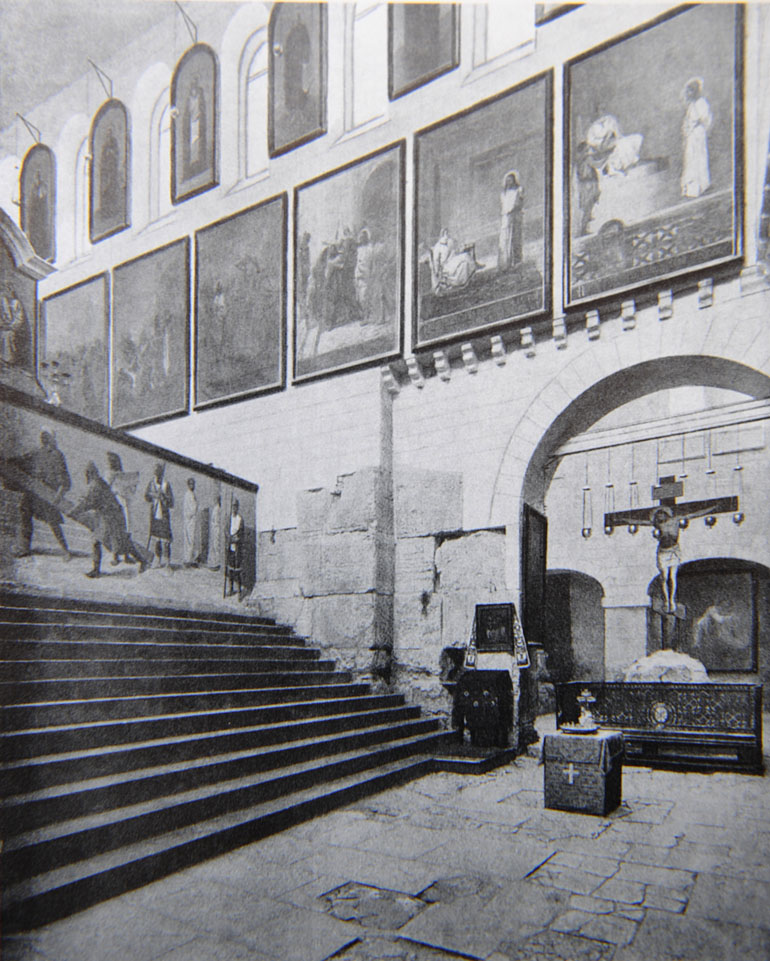
Порог Судных Врат. Фото монаха Иосифа. 1907 г.

Поро́г Су́дных Врат — православная святыня, находящаяся на территории Александровского подворья Императорского православного палестинского общества в Старом городе Иерусалима. Представляет собой порог древних ворот, через которые, как считается, переступал Иисус Христос, ведомый на казнь.

## История

### Приобретение земельного участка и предварительные раскопки

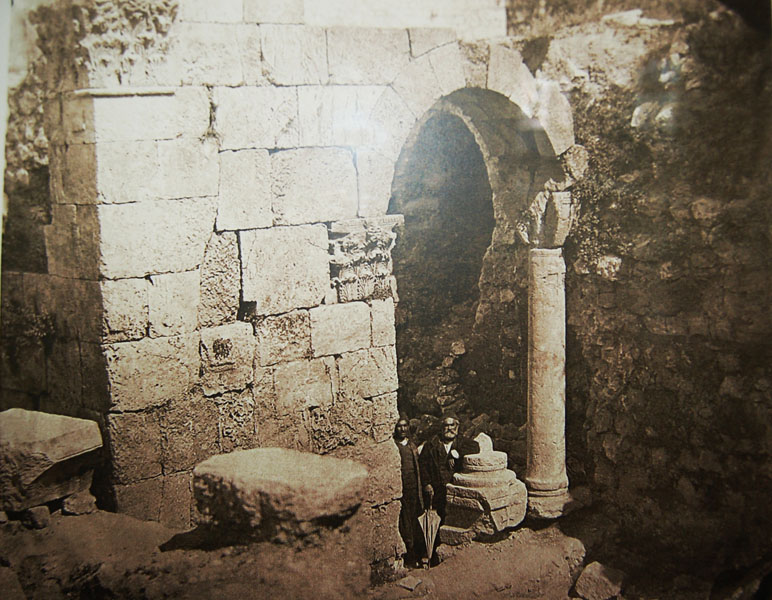
Иерусалимский архитектор Конрад Шик на русских раскопках. 1883 г. Фото монаха Иосифа

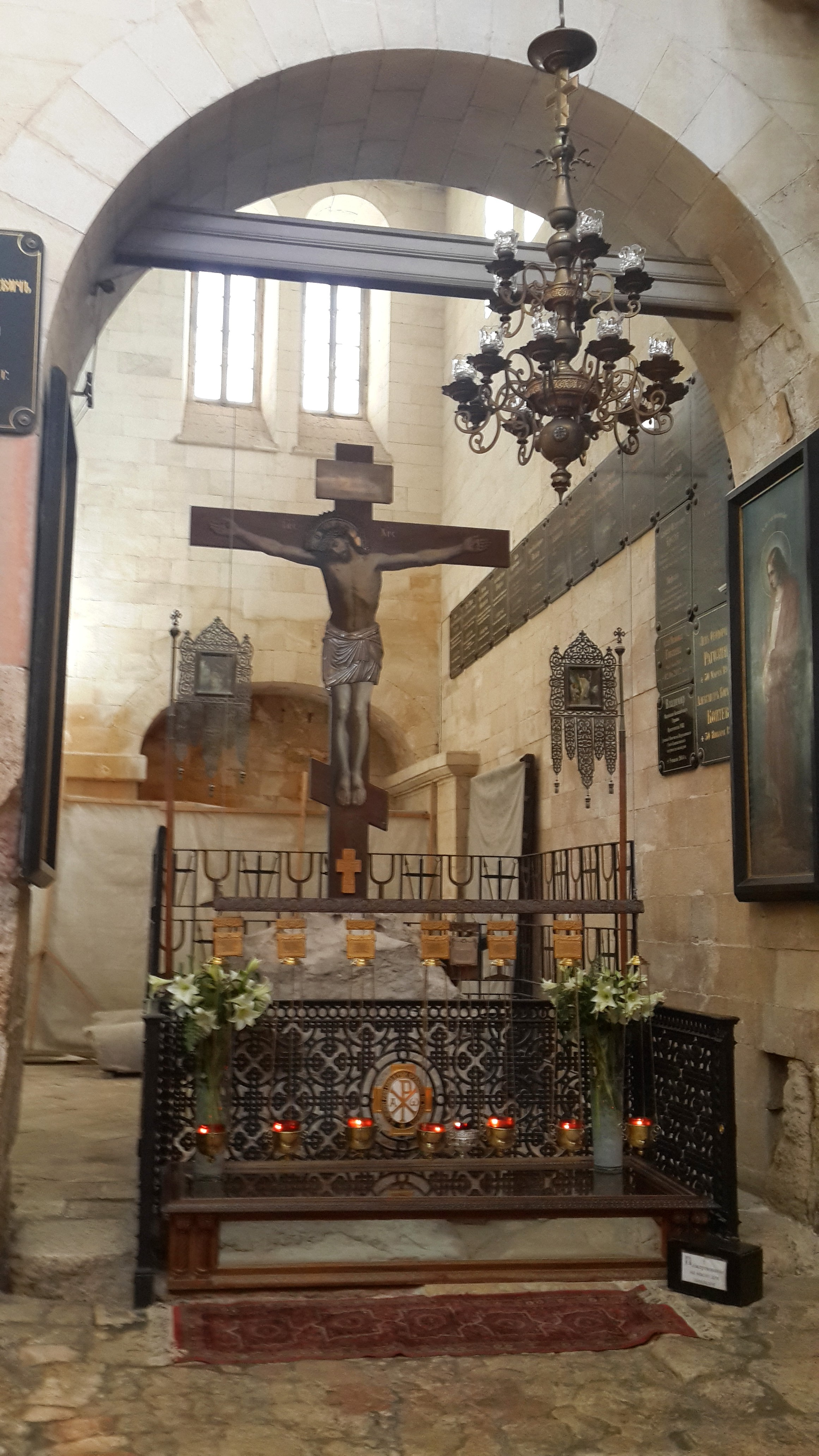
Порог Судных Врат. Современная фотография

В 1858 году усилиями первого русского императорского консула в Иерусалиме В. И. Доргобужинова был приобретен на имя Императорского правительства участок в старом городе Иерусалима, на котором первоначально планировалось строительство Российского Императорского консульства. Покупка участка была одобрена председателем Палестинского комитета великим князем Константином Николаевичем, посетившим Святую Землю в 1859 году.
При освоении участка на его территории были обнаружены археологические древности. Первоначальные археологические исследования провели известные археологи XIX века — французские исследователи: граф Ш. М. Вогюэ (1861 г.), Ш. Клермондор (1874 г.), а также английские археологи: В. Уилсон (1864 г.) и Б. Кондор (1872 г.). Работа европейских археологов подтвердила историческую важность этого места, тем не менее, русские археологические изыскания на этом месте стали возможным после создания Императорского православного палестинского общества (ИППО) в 1882 году. Председатель Общества великий князь Сергий Александрович просит от имени Общества провести наблюдение за русскими раскопками начальника Русской духовной миссии в Иерусалиме — архимандрита Антонина (Капустина), который, в свою очередь, поручил вести общее руководство раскопками известному в Иерусалиме архитектору Конраду Шику, имевшему на тот момент множество трудов по изучению археологии и топографии Святой Земли.

### Результаты раскопок
Первыми результатами раскопок стало обнаружение пропилей и остатков колонн Константиновской базилики (Анастасис — древнего храма Воскресения Господня, построенного в 335 г.) Также при расчистке северного места были обнаружены большая комната около 15 метров длины и в 5,5 метров ширины, с остатками стен 1,5 метра толщины.
Летом 1883 года, в результате раскопок был обнаружен порог древних городских ворот, через которые по предположению архимандрита Антонина (Капустина) переступал Иисус Христос, ведомый на казнь. Позже отец Антонин высказывал сомнения по поводу находки, говоря, что «верейные ямки несоответственной друг другу величины и до того мелки (не глубже полувершка), что нельзя представить, какого рода могли быть пяты обращавшихся в них дверей, кроме деревянных разве, но деревянные затворы в городских воротах — вещь немыслимая».
Однако руководство Общества высказывает полное удовлетворение результатами раскопок. Кроме обнаруженной «средне-еврейской стены», подтверждающей подлинность места Погребения Господня, на русском месте оказались и самые ворота, ведущие из города на Голгофу. Председатель Общества в январе 1884 года высказывает мысль покрыть святыню архитектурной постройкой для последующего сохранения. Конрад Шик по результатам работ был награждён орденом св. Станислава 2-й степени.

### Строительство Александровского подворья над Порогом Судных Врат

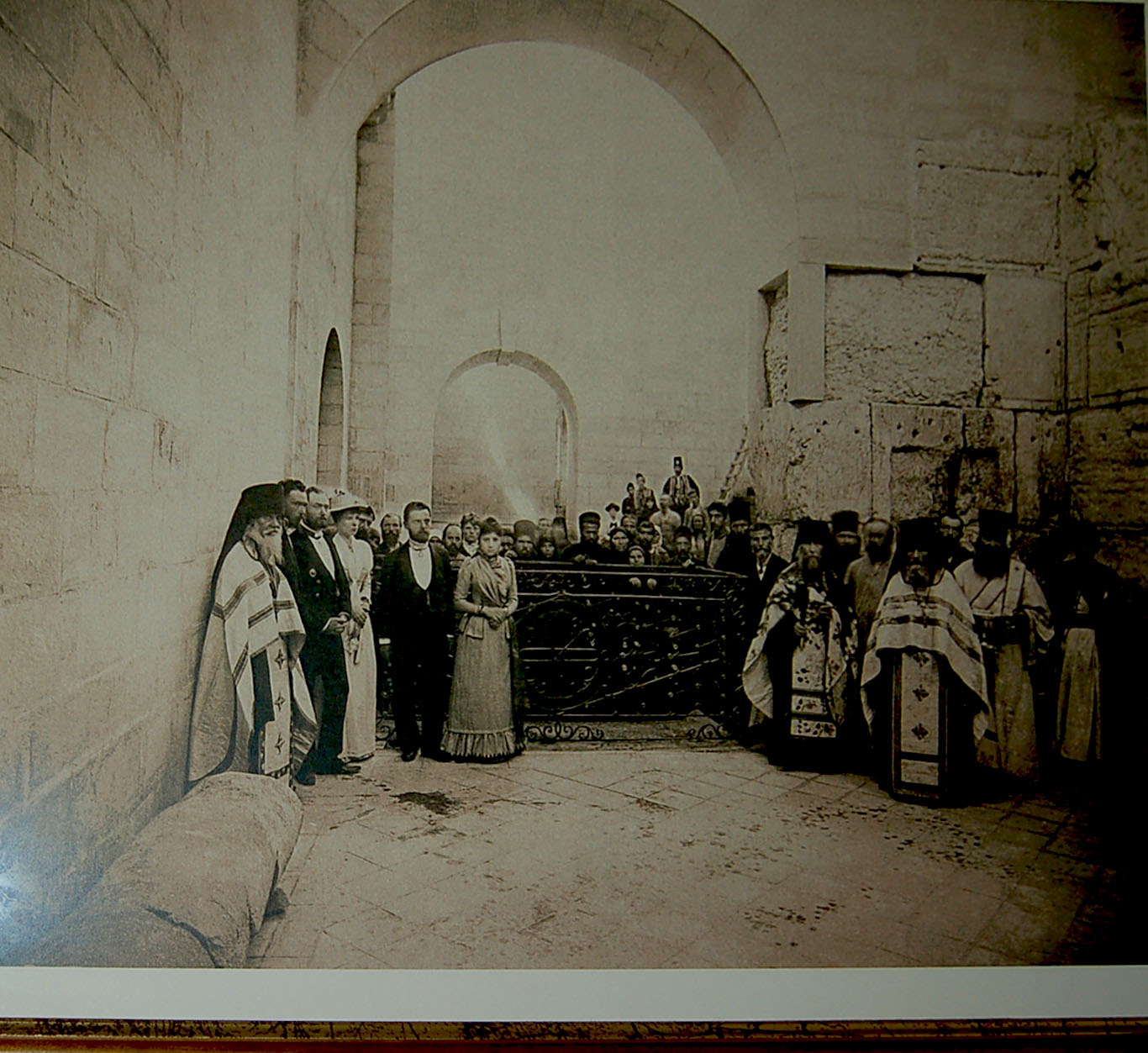
Освящение Порога Судных Врат. Фото монаха Иосифа. 5 сентября 1891 года

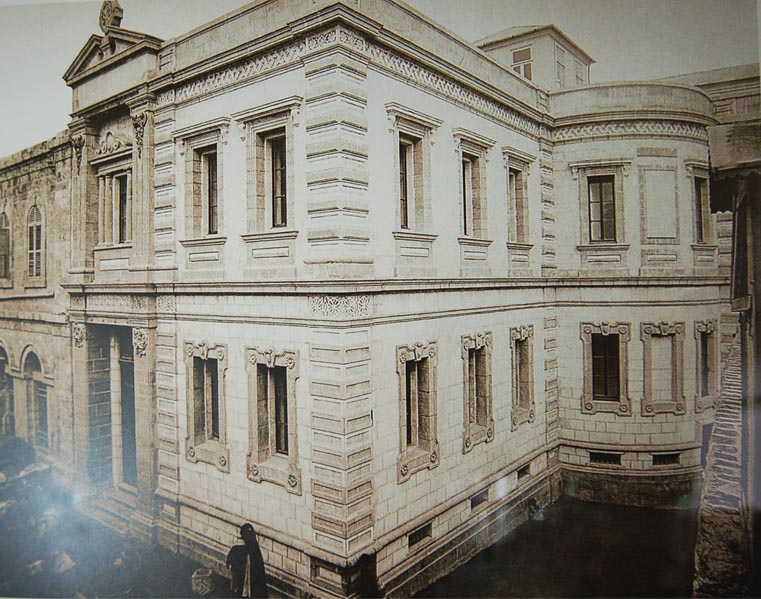
Александровское подворье в Иерусалиме. Фото монаха Иосифа. Конец XIX в.

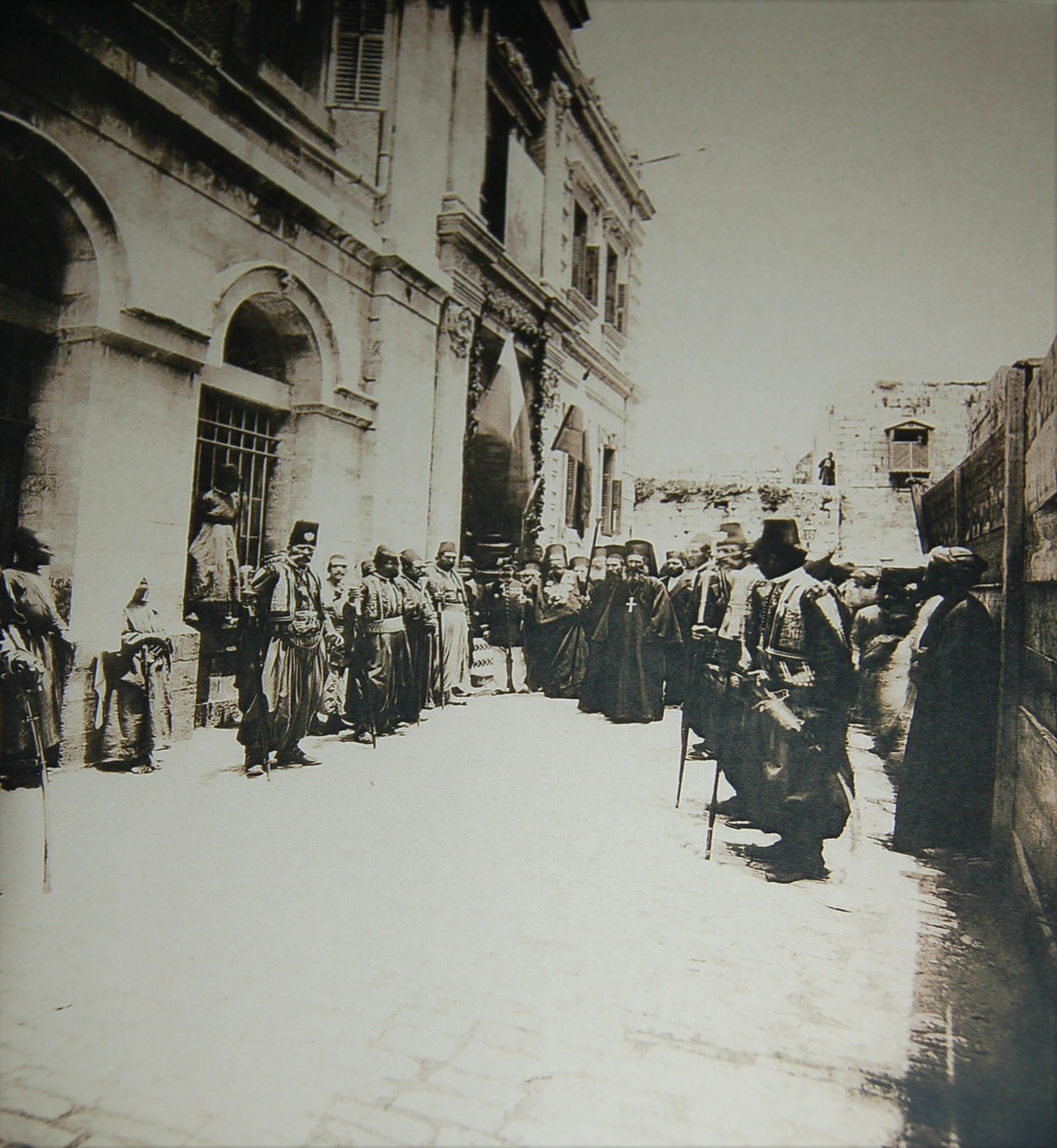
Освящение Александровского подворья Патриархом Иерусалимским Герасимом 22 мая 1896 г. Фото монаха Иосифа

Окончательное решение о строительстве на русских раскопках принимается зимой 1885 года. Для этого Императорское православное палестинское общество консолидирует усилия по сбору средств на строительство «Русского места в старом городе Иерусалиме» по всем губерниям Российской Империи. Разрешение на строительство приходит после долгих переговоров с чиновниками Османской империи весной 1887 года. Общее руководство строительством было поручено первому уполномоченному Императорского православного палестинского общества в Иерусалиме, уроженцу Перми — Дмитрию Дмитриевичу Смышляеву, который к этому времени параллельно занимался строительством Нового (Сергиевского) подворья, рядом с русскими постройками на Мейдамской площади, а после отбытия Д. Д. Смышляева из Иерусалима в Россию в 1889 году, руководил проектом уполномоченный Общества в Иерусалиме Н. Г. Михайлов. Архитектором проекта был приглашен известный в Иерусалиме Георгий Франгья, принимавший участие в строительстве таких известных русских зданий, как Сергиевское подворье в центре западного Иерусалима и храм св. Марии Магдалины в Гефсимании. Подрядчиком выступил православный грек Николай Г. Вальсамаки.
11 сентября 1887 года на Русских раскопках в Иерусалиме состоялась торжественная закладка первого камня будущего Александровского подворья. Здание построили очень быстро, практически за три года, обустроив в нём параллельно церковь, но турецкие власти не давали необходимого разрешения — фирмана на её освящение. Окончание постройки подворья хотели приурочить к планируемому визиту цесаревича Николая Александровича в Святую Землю в рамках заграничного путешествия 1890 года, который планировал попросить у турецкого султана разрешение на строительство церкви. В результате поездка цесаревича в Святую Землю отменилась.
Построенное здание Александровского подворья над Порогом Судных Врат, общей площадью 1342 м², с ещё неблагоустроенной церковью, торжественно освящается 5 сентября 1891 года. Церемонию освящения совершил начальник Русской духовной миссии в Иерусалиме, архимандрит Антонин (Капустин) со всем составом Миссии, в присутствии уполномоченного ИППО — Н. Г. Михайлова и всех работников Общества. Порог Судных врат был огражден с трёх сторон изящной решёткой, а за ним на Иерусалимском камне было водружено распятие на кипарисе работы Афонского Пантелеимоновского монастыря. Направо от Порога были установлены чёрные мраморные поминальные доски, на которых Общество внесло имена почивших и особо потрудившихся на Святой Земле.
Домовая церковь Святого Благоверного Александра Невского, посвященная памяти основателя ИППО — императора Александра III, скончавшегося 20 октября 1894 г., была торжественно освящена 22 мая 1896 года патриархом Иерусалимским Герасимом, в сослужении многочисленного духовенства, уполномоченного ИППО Н. Г. Михайлова, генерального российского Императорского консула в Иерусалиме А. Ф. Круглова, греческого консула Г. Мертруда, секретаря губернатора Бешара-эфенди, тайного советника Нейнгарда и служащих Императорского православного палестинского общества.